# William M. Jennings Trophy

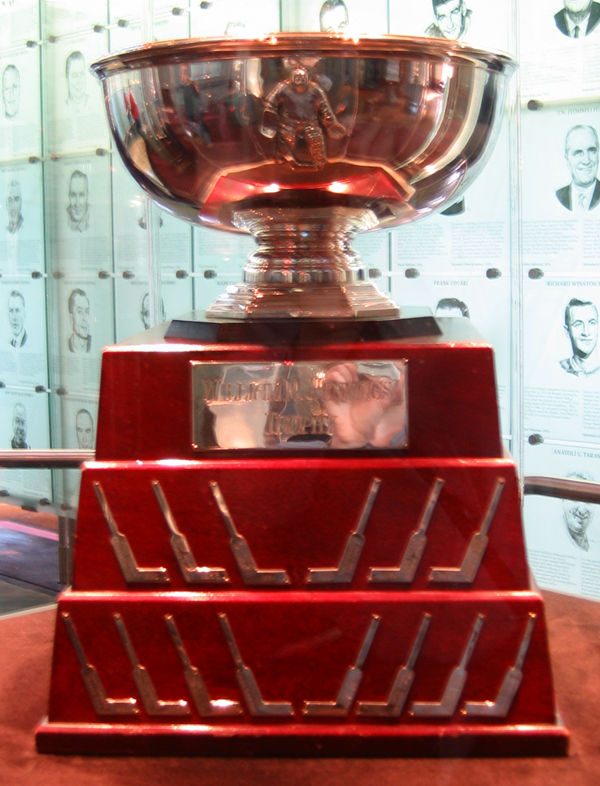
William M. Jennings Trophy

De William M. Jennings Trophy wordt ieder jaar uitgereikt aan de doelverdediger spelend voor het ijshockeyteam in de National Hockey League met het minste aantal doelpunten tegen in de reguliere competitie, met een minimumaantal gespeelde wedstrijden van 25. De prijs is vernoemd naar William Jennings, eigenaar van de New York Rangers van 1959 tot zijn dood in 1981
De prijs wordt vanaf 1982 uitgereikt, daarvoor kreeg de doelman de Vezina Trophy, onder de voorwaarden die nu gelden voor de William M. Jennings Trophy. De Vezina Trophy wordt nu uitgereikt aan de beste doelman van het seizoen.
Recordhouder is Jacques Plante met zeven overwinningen, hoewel hij nog de Vezina Trophy ontving. Patrick Roy heeft de meeste William M. Jennings Trophy's ontvangen, namelijk vijf.

## Winnaars
- 2010 - Martin Brodeur, New Jersey Devils
- 2009 - Tim Thomas & Manny Fernandez, Boston Bruins
- 2008 - Dominik Hasek & Chris Osgood, Detroit Red Wings
- 2007 - Nicklas Bäckström & Manny Fernandez, Minnesota Wild
- 2006 - Miikka Kiprusoff, Calgary Flames
- 2005 - Geen winnaar door de staking
- 2004 - Martin Brodeur, New Jersey Devils
- 2003 - Martin Brodeur, New Jersey Devils & Roman Cechmanek/Robert Esche, Philadelphia Flyers
- 2002 - Patrick Roy, Colorado Avalanche
- 2001 - Dominik Hašek, Buffalo Sabres
- 2000 - Roman Turek, St. Louis Blues
- 1999 - Ed Belfour/Roman Turek, Dallas Stars
- 1998 - Martin Brodeur, New Jersey Devils
- 1997 - Martin Brodeur & Mike Dunham, New Jersey Devils
- 1996 - Chris Osgood/Mike Vernon, Detroit Red Wings
- 1995 - Ed Belfour, Chicago Blackhawks
- 1994 - Dominik Hašek & Grant Fuhr, Buffalo Sabres
- 1993 - Ed Belfour, Chicago Blackhawks
- 1992 - Patrick Roy, Montreal Canadiens

Eastern Conference
Western Conference
Stanley Cup · Clarence S. Campbell Bowl · Prince of Wales Trophy · Presidents' Trophy · Hart Memorial Trophy · Lester B. Pearson Award · Conn Smythe Trophy · Art Ross Memorial Trophy · Maurice Richard Trophy · Calder Memorial Trophy · James Norris Memorial Trophy · Frank J. Selke Trophy · NHL plus/minus Award · Bill Masterton Memorial Trophy · Lady Byng Memorial Trophy · King Clancy Memorial Trophy · Mark Messier Leadership Award · Vezina Trophy · Roger Crozier Saving Grace Award · William M. Jennings Trophy · Jack Adams Award · Lester Patrick Trophy